# Augusztus 31.
Augusztus 31. az év 243. (szökőévben 244.) napja a Gergely-naptár szerint. Az évből még 122 nap van hátra.
Névnapok: Erika, Bella + Aida, Aldán, Amina, Amira, Árisz, Arisztid,  Dórabella, Hanga, Izabella, Metella, Móna, Pamína, Rajmond, Rajmonda, Rajmund, Rajmunda, Ramóna

## Események
- 1594 – Báthory Zsigmond a kolozsvári piactéren lefejeztet hat törökpárti főurat.[1]
- 1848 – Josip Jelačić császári tábornagy, horvát bán hadereje megszállja a Magyar Királysághoz tartozó Fiume városát.
- 1856 – Felszentelik az esztergomi főszékesegyházat (bazilikát); ezen ünnepi alkalomra írja Liszt Ferenc az Esztergomi misét, amelyet ő maga vezényel bemutatásakor.
- 1876 – V. Murád helyett II. Abdul-Hamid lesz az Oszmán Birodalom szultánja.
- 1878 – Árvíz Miskolcon, Magyarország legtöbb emberéletet követelő áradása.
- 1896 – Ünnepélyesen átadják a budapesti Nagykörutat.
- 1944 – A szovjet Vörös Hadsereg bevonul Bukarestbe.
- 1947 – Az MKP győz a választásokon.
- 1975 – Stockholmban megnyílik a T-Centralen-ben a 3. metró állomása.
- 1980 – A lengyel kormány és a sztrájkoló munkások Gdańskban megállapodást írnak alá, amely eredményeképpen létrejön a Szolidaritás Független Önkormányzó Szakszervezet.
- 1990 – Az NDK és az NSZK kormányai megkötik a szerződést a két német állam újraegyesítéséről.
- 1994 – Elhagyja Németországot az utolsó exszovjet katonai csapat, mely az NDK területén állomásozott.
- 1997 – Diána walesi hercegné Párizsban életét veszti a Pont de l'Alma alagútban.[forrás?]
- 2007 – Roland Kather német altábornagyot Xavier de Marnhac francia altábornagy váltja a KFOR parancsnoki székben.

## Sportesemények
Formula–1
- 1980 –  holland nagydíj, Zandvoort - Győztes: Nelson Piquet (Brabham Ford)

Labdarúgás
- 1924 – barátságos labdarúgó válogatott mérkőzés Budapesten, az FTC-pályán, 25 000 néző előtt Magyarország—Lengyelország között, a végeredmény 4–0 lett a magyarok javára. Ez volt a Magyar labdarúgó-válogatott 101. hivatalos mérkőzése.
- 1972 – labdarúgó válogatott mérkőzés az 1972-es nyári olimpiai játékokon Augsburgban, a Rosenaustadionban, 5 000 néző előtt Dánia—Magyarország között, a végeredmény 2–0 lett a magyarok javára. Ez volt a Magyar labdarúgó-válogatott 474. hivatalos mérkőzése.
- 1988 – barátságos labdarúgó válogatott mérkőzés Ausztriában, Linzben, a Linzer Stadionban, 15 000 néző előtt Ausztria—Magyarország között, a végeredmény 0–0 lett. Ez volt a Magyar labdarúgó-válogatott 625. hivatalos mérkőzése.
- 2017 – labdarúgó válogatott mérkőzés a 2018-as labdarúgó-világbajnokság-selejtezőn Budapesten, a Groupama Arénában, Magyarország—Lettország között. Ez volt a Magyar labdarúgó-válogatott 918. hivatalos mérkőzése.

## Születések
- 0012 – Caligula (Gaius Caesar) római császár, Germanicus és Agrippina fia († 41)
- 1752 vagy 1754 – Virág Benedek költő, tanár, műfordító, pálos szerzetes, később világi pap  († 1830)
- 1786 – Michel Eugène Chevreul francia kémikus († 1889)
- 1821 – Hermann Ludwig von Helmholtz német orvos, fizikus, feltaláló, tudományfilozófus († 1894)
- 1879 – Alma Maria Mahler-Werfel osztrák író († 1964)
- 1880 – Vilma holland királynő († 1962)
- 1902 – Révész Géza honvédelmi miniszter († 1977)
- 1906 – Raymond Sommer francia autóversenyző († 1950)
- 1909 – Fejtő Ferenc Széchenyi-díjas magyar történész-újságíró, magyar író († 2008)
- 1918 – Bill Homeier amerikai autóversenyző († 2001)
- 1919 – Ifj. Kós Károly néprajzkutató, az MTA tagja, az erdélyi magyar néprajztudomány kiemelkedő alakja († 1996)
- 1921 – Pádua Ildikó Aase-díjas magyar színésznő († 2004)
- 1928 – James Coburn Oscar-díjas amerikai színész († 2002)
- 1930 – Almási Albert magyar színész
- 1942 – Alessandro Pesenti-Rossi olasz autóversenyző
- 1945 – Ichák Perlman hegedűművész
- 1945 – Pfeffer Anna olimpiai ezüstérmes, világbajnok kajakozó
- 1948 – Harald Ertl osztrák autóversenyző († 1982)
- 1949 – Hugh David Politzer Nobel-díjas amerikai elméleti fizikus
- 1949 – Richard Gere Golden Globe-díjas amerikai színész
- 1953 – Károly György magyar író, költő († 2018)
- 1953 – Miguel Ángel Guerra argentin autóversenyző
- 1953 – Pataki Gábor magyar képzőművész
- 1957 – Kormos Gyula magyar bábművész, színész
- 1962 – Dee Bradley Baker amerikai szinkronszínész
- 1965 – Borkai Zsolt olimpiai bajnok magyar tornász, politikus, 2006–2019 között Győr polgármestere
- 1969 – Andrew Cunanan amerikai sorozatgyilkos († 1997)
- 1970 – Ránija Ál Abdullah jordán királyné
- 1977 – Jeff Hardy amerikai profi pankrátor
- 1978 – Alexandr Kazakov fehérorosz műkorcsolyázó
- 1980 – Leo Bill angol színész
- 1983 – Tóth Balázs magyar taekwondós
- 1991 – Tóth Angelika magyar színésznő és énekesnő
- 1992 – Andrés Ceballos Sánchez (Andrés Koi) spanyol zenész, zeneszerző korábban a Dvicio együttes énekese
- 1996 – Jalen Brunson amerikai válogatott kosárlabdázó
- 2017 – Gábor svéd királyi herceg

## Halálozások
- 1422 – V. Henrik angol király (* 1387)
- 1483 – XI. Lajos francia király (* 1423)
- 1589 – Jurij Dalmatin szlovén író, a Biblia fordítója (* 1547)
- 1649 – Michael Kern német szobrász (* 1580)
- 1820 – Ungvárnémeti Tóth László magyar költő (* 1788)
- 1834 – Karl Ludwig Harding német csillagász (* 1765)
- 1867 – Charles Baudelaire francia költő (* 1821)
- 1897 – Szikszai Lajos Szilágy vármegye alispánja, 1848-as forradalmár és szabadságharcos, politikus (* 1825)
- 1902 – Steindl Imre műépítész, a Parlament tervezője és építője (* 1839)
- 1927 – Andranik Ozanján örmény tábornok, szabadságharcos, az örmények nemzeti hőse (* 1865)
- 1941 – Marina Ivanovna Cvetajeva orosz író, költő (* 1892)
- 1945 – Stefan Banach lengyel matematikus (* 1892)
- 1952 – Jim Rigsby (James Rigsby) amerikai autóversenyző (* 1923)
- 1954 – Bárczay Ferenc magyar földbirtokos, huszárhadnagy, országgyűlési képviselő (* 1874)
- 1963 – Georges Braque francia kubista szobrász, festő (* 1882)
- 1969 – Rocky Marciano amerikai nehézsúlyú ökölvívó, világbajnok (* 1923)
- 1973 – Tek Pista szlovén mesemondó (* 1900)
- 1986 – Urho Kekkonen Finnország köztársasági elnöke (* 1900)
- 1997 – Diána walesi hercegné, sz. Lady Diana Frances Spencer („Lady Di”), (* 1961)
- 2002 – George Porter Nobel-díjas angol kémikus (* 1920)
- 2005 – Józef Rotblat lengyel származású Nobel-békedíjas brit fizikus (* 1908)
- 2006 – Mike Magill (Michael Magill) amerikai autóversenyző (* 1920)
- 2013 – David Frost brit műsorvezető, újságíró (* 1939)
- 2019 – Anthoine Hubert francia autóversenyző (* 1996)

## Nemzeti ünnepek, emléknapok, világnapok
- a szolidaritás és a szabadság napja Lengyelországban.
- „a mi nyelvünk” napja vagy Limba Noastra Moldovában.
- a függetlenség napja Kirgizisztánban (1991), Malajziában (1957) a függetlenség ünnepe augusztus 31. - szeptember 1., és Trinidad és Tobagóban (1962)